# 埼玉資産家夫婦死体遺棄事件
埼玉資産家夫婦死体遺棄事件（さいたましさんかふうふしたいいきじけん）とは、2013年1月28日に埼玉県久喜市で2012年12月末より行方不明であったスイス在住の51歳投資ファンドマネージャーの資産家男性と48歳の妻の死体が見つかった事件。
警視庁は死体遺棄容疑で数人の男の逮捕状を取り行方を追っていた。

## 事件概要
2012年12月7日、水産加工会社役員と同社の部下が共謀の上、投資ファンドマネージャー(事件当時51歳)と妻(事件当時48歳)をひも状の物で首を絞めて殺害、クレジットカードなどを奪い、2人を埼玉県久喜市の土地に埋めて遺棄した。その後、投資ファンドマネージャー名義のクレジットカードを利用して新幹線の回数券約300万円分を購入しようとしたが、身分証明確認を求められて失敗に終わった。
この夫婦は2012年11月に日本へ帰国、会社の同僚に栃木県日光市で行われるパーティーに参加すると伝え、12月7日に東京都中央区銀座のマンションを出たのを最後に連絡が途絶えた。このパーティーでは福山雅治も参加するとされていたが、実際にはパーティーすら実施されておらず、夫婦は嘘の話で誘い出されたと見られている。
2013年1月28日、埼玉県久喜市の土地で、男女の遺体が深さ約2メートルの穴に埋められているのを発見。指紋などから資産家夫婦と確認。翌29日、死体遺棄容疑で部下を逃走先の沖縄県宮古島市で逮捕 、 翌30日に水産加工会社役員を逮捕した。なお、前日の午後4時頃、沖縄県宮古島市の農道で洗剤を飲んで自殺を図り、病院に搬送されたが、命に別条はなかった。そのため、容体回復を待ってから逮捕、東京へ移送した。
2月20日、クレジットカードを利用して新幹線の回数券約380万円分をだまし取ろうとした詐欺未遂容疑で2人を再逮捕。3月14日に2人を起訴した。
5月3日、水産加工会社役員を強盗殺人容疑で再逮捕した。なお、元部下に対する強盗殺人容疑 に関しては資産家夫婦殺害に関する裏付けがないとして立件を見送った。
5月14日、水産加工会社役員を強盗殺人と死体遺棄の罪で追起訴した。なお、共犯の元部下に対する死体遺棄容疑は嫌疑不十分で不起訴処分とした。
2014年9月19日、東京地方裁判所の田辺三保子裁判長は、元水産加工会社役員の被告人に対し、強盗殺人罪を適用して、死刑を言い渡した。
2016年3月16日、東京高等裁判所の藤井敏明裁判長は、元水産加工会社役員の被告人の控訴を棄却した。被告側は殺害していないと強盗殺人罪の成立を否定したが、判決では、被告が犯人とした上で計画性の高い強盗殺人事件として1審判決を支持した。
2018年12月21日、最高裁判所第2小法廷の鬼丸かおる裁判長は、元水産加工会社役員の被告人の上告を棄却、死刑が確定した。
2021年現在、東京拘置所に収監されている。